# Laclavá
Laclavá (maďarsky Lázslofalu ) je původně samostatná obec v okrese Turčianske Teplice, která byla v roce 1950 přičleněna k obci Abramová. 

## Historie
Obec vznikla na území, které v roce 1250 daroval uherský král Bela IV. Pivkovým synům, poprvé se připomíná až v roce 1326. V roce 1325 místní zemanské rodiny postavily kostel sv. Kosmy a Damiána, který vysvětil biskup Jakub a podřídil ho farnosti v Turčianském Ďure.  V 15. - 16. století se samotná obec přesunula od cesty vedoucí ze Slovenského Pravna k Turcu. Jádro původní obce se tak zmiňuje v 16. století už jen jako dvorec. Do 18. století patřila rodinám Veličovcov, Čertovců, Jazernických, Patrikovcov a Dávidovcov. V roce 1950 byla přičleněna k Abramové. 

## Obyvatelstvo
Vývoj počtu obyvatel od roku 1869 po 1948 vyjadřuje následující graf  :

## Kultura a zajímavosti

### Památky
- Římskokatolický kostel sv. Kosmy a Damiána je jednolodní raně gotická stavba s pravoúhlým ukončením presbytáře a představěnou věží z konce 13. století. Nachází se na vyvýšené poloze nad obcí. První písemná zmínka o kostele je z roku 1330. Kostel byl přestavěn v 17. století. V roce 1927 byla přistavěna věž s jehlancovitou helmicí. Z původních detailů se zachovala křížová klenba v presbytáři a románské štěrbinové okno s půlkruhovým záklenkem na východní straně presbytáře. Krov kostela byl datován do let 1470 - 1471. [4] Stavba má hladké fasády. U kostela se nachází hřbitov s několika zemanskými hrobkami a také neogotická kaple rodiny Országhovců.

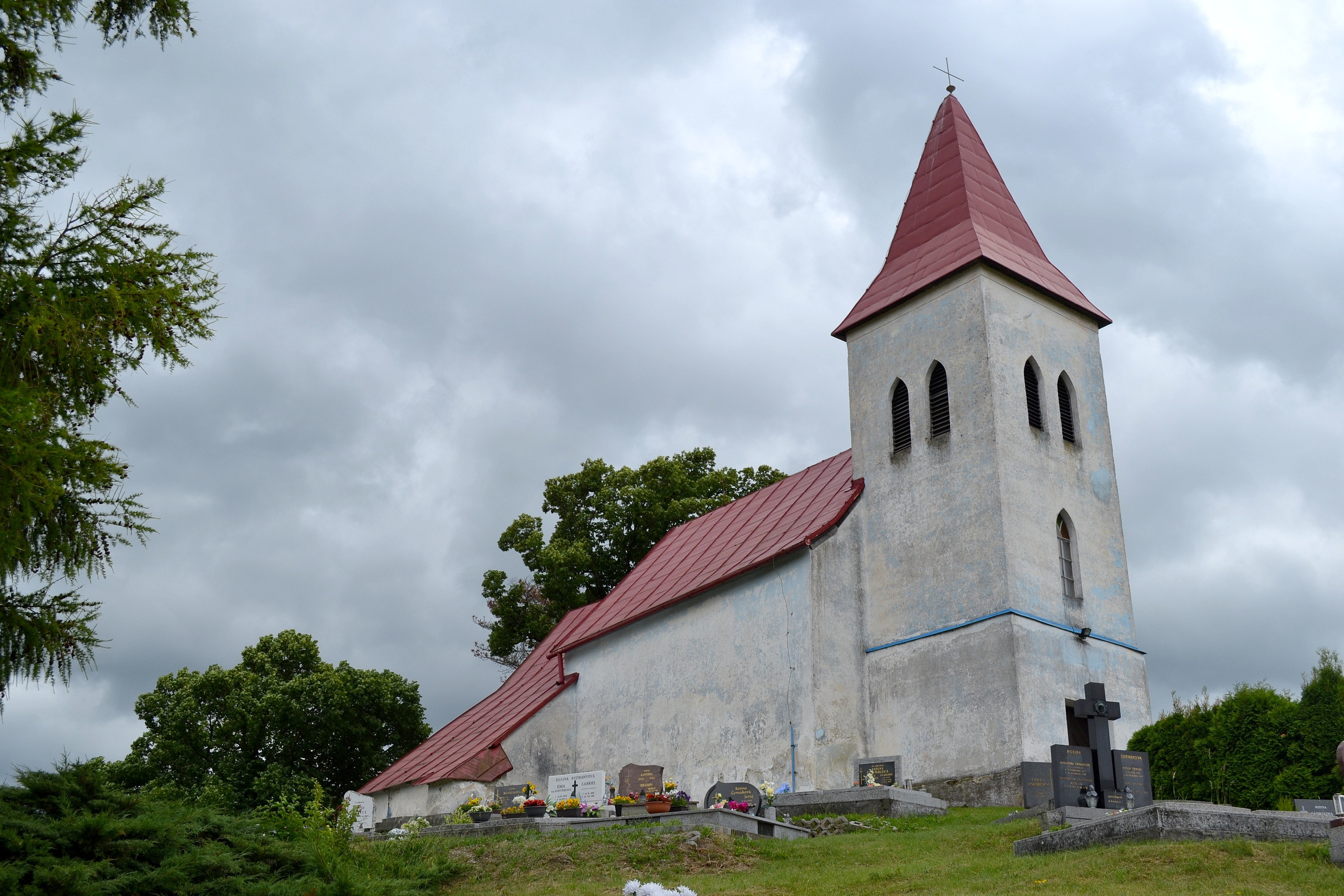
Kostol sv. Kosmy a Damiána
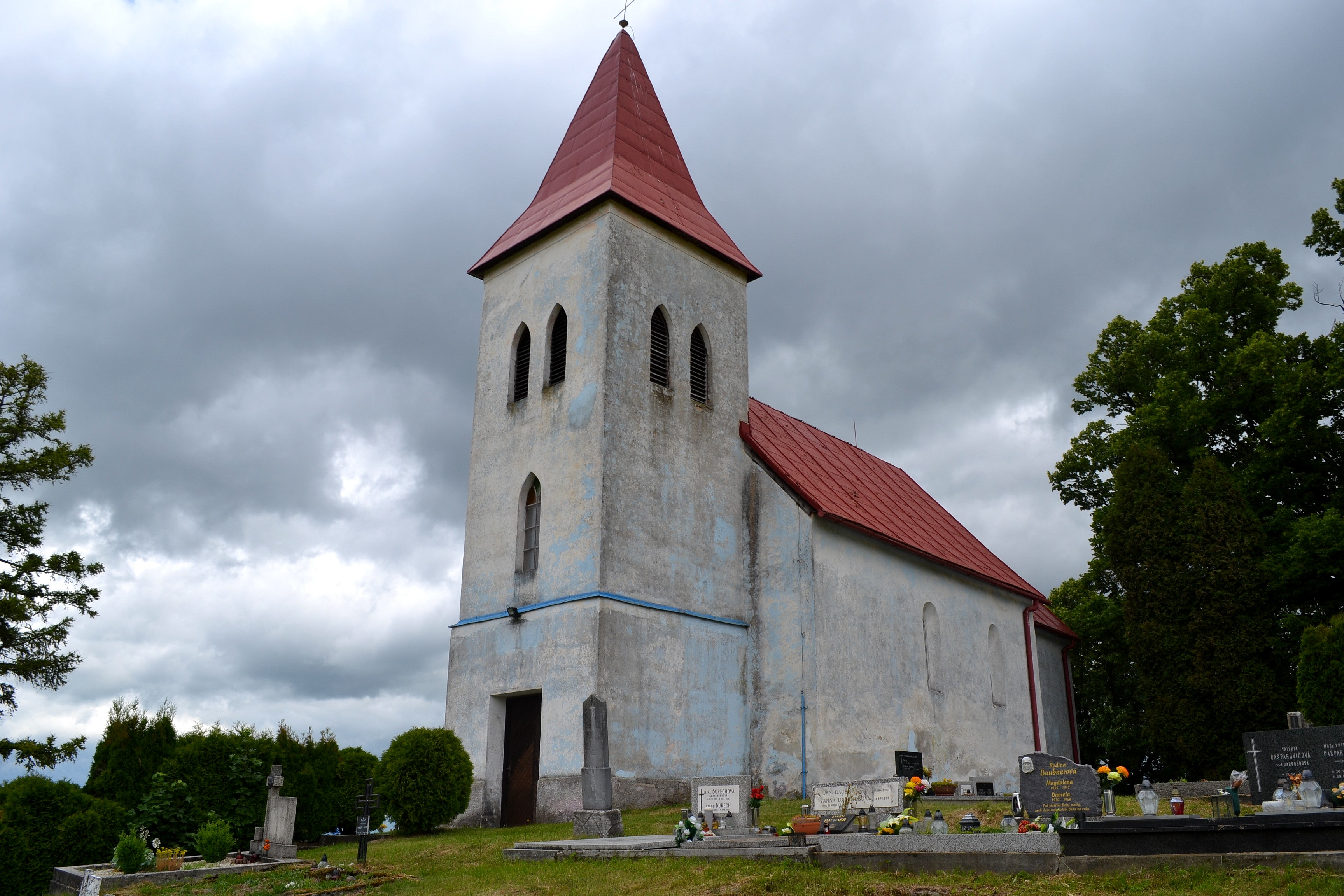
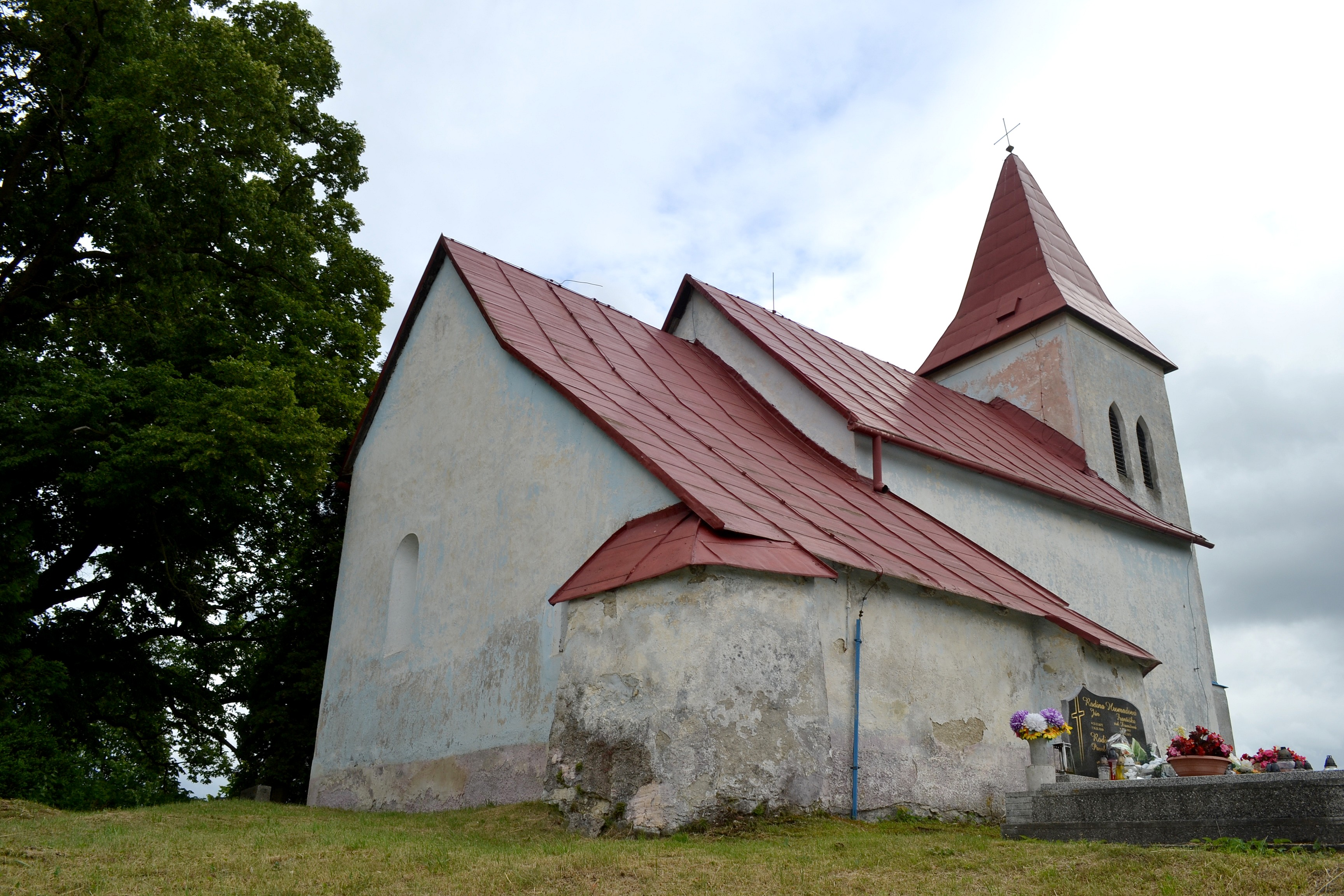
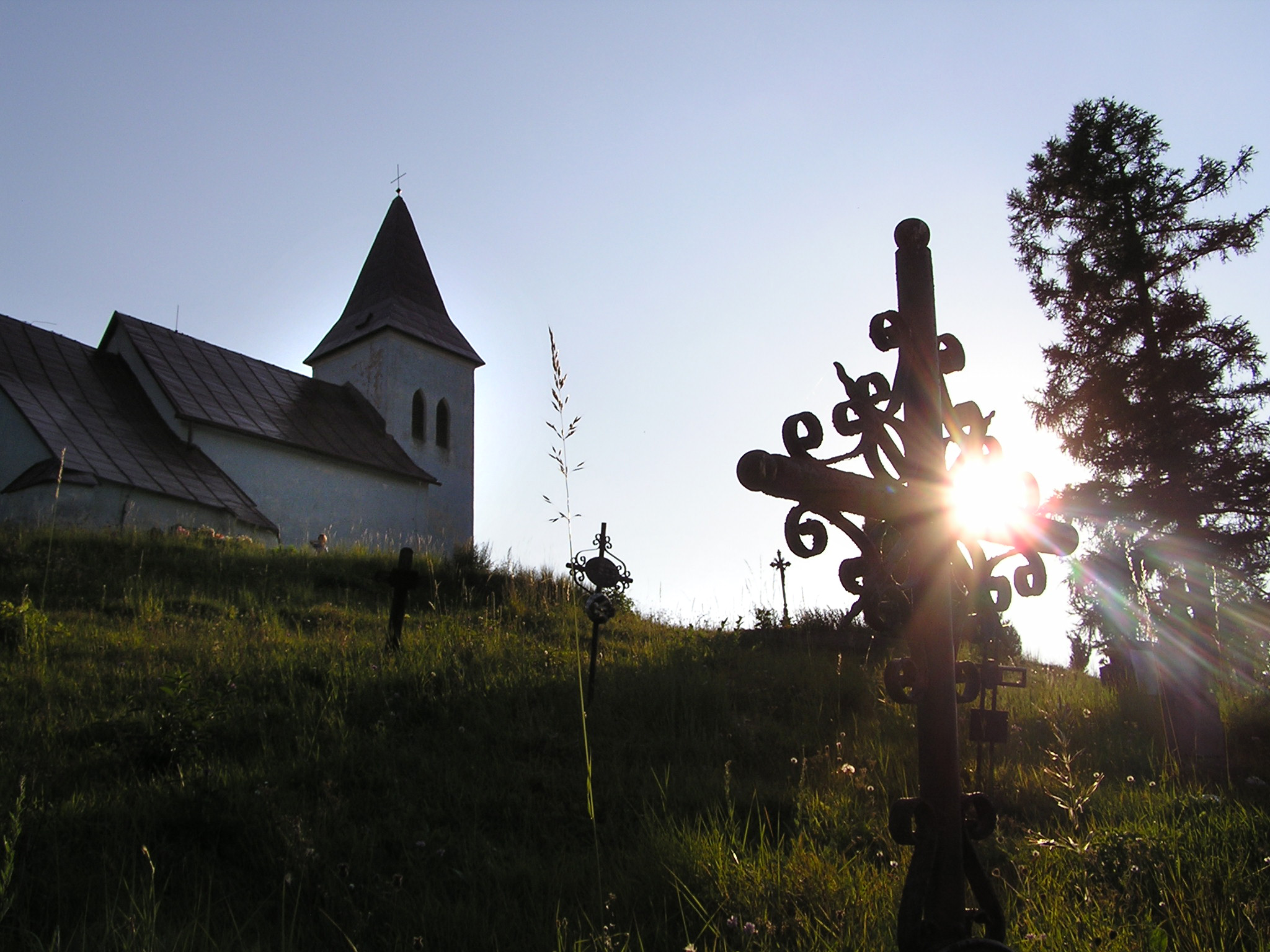
hřbitov u kostela
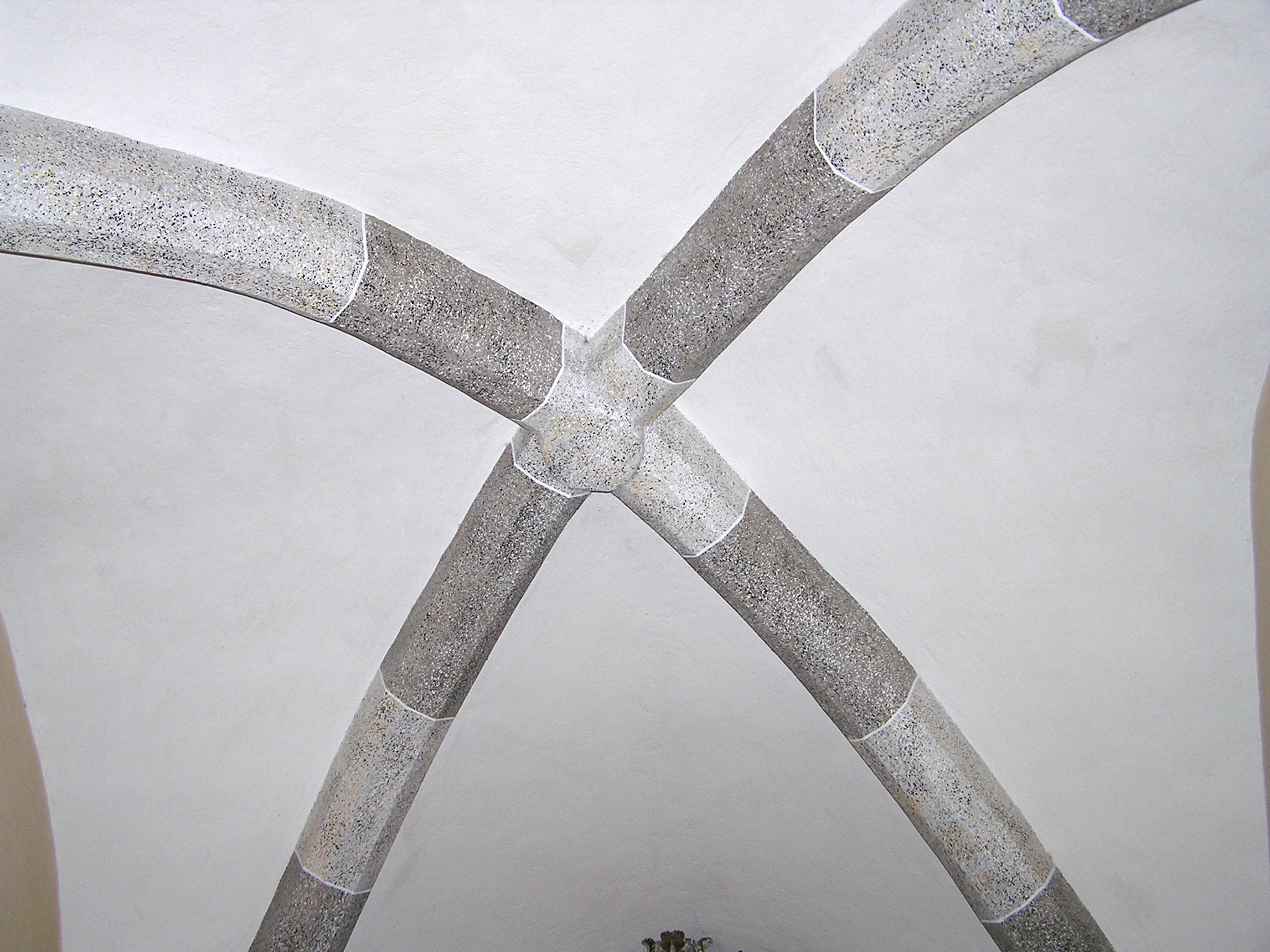
Detail klenby
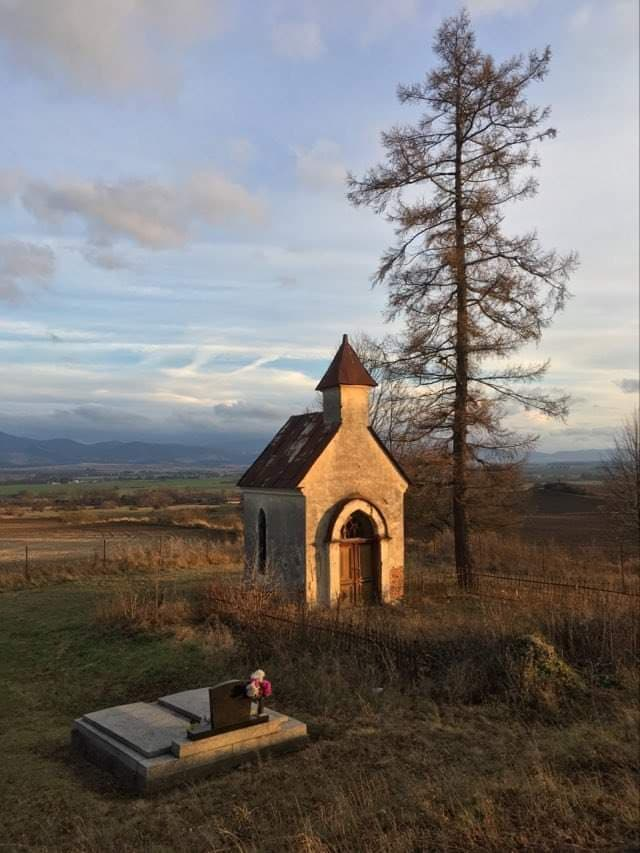
Kaple a krypta rodiny Országhovců na hřbitově

- Zemianské kurie, dodnes se zachoval jen zlomek původních šlechtických sídel (čísla 65, 71, 72, 74), většinou přestavěných. Památkově je chráněna kurie Országhovců, trojtraktová jednopodlažní bloková stavba s valbovou střechou z druhé poloviny 17. století. Přestavěna byla v druhé polovině 19. století. [5] Stavbě dominuje predstavěný rizalit, okna mají profilované ostění.

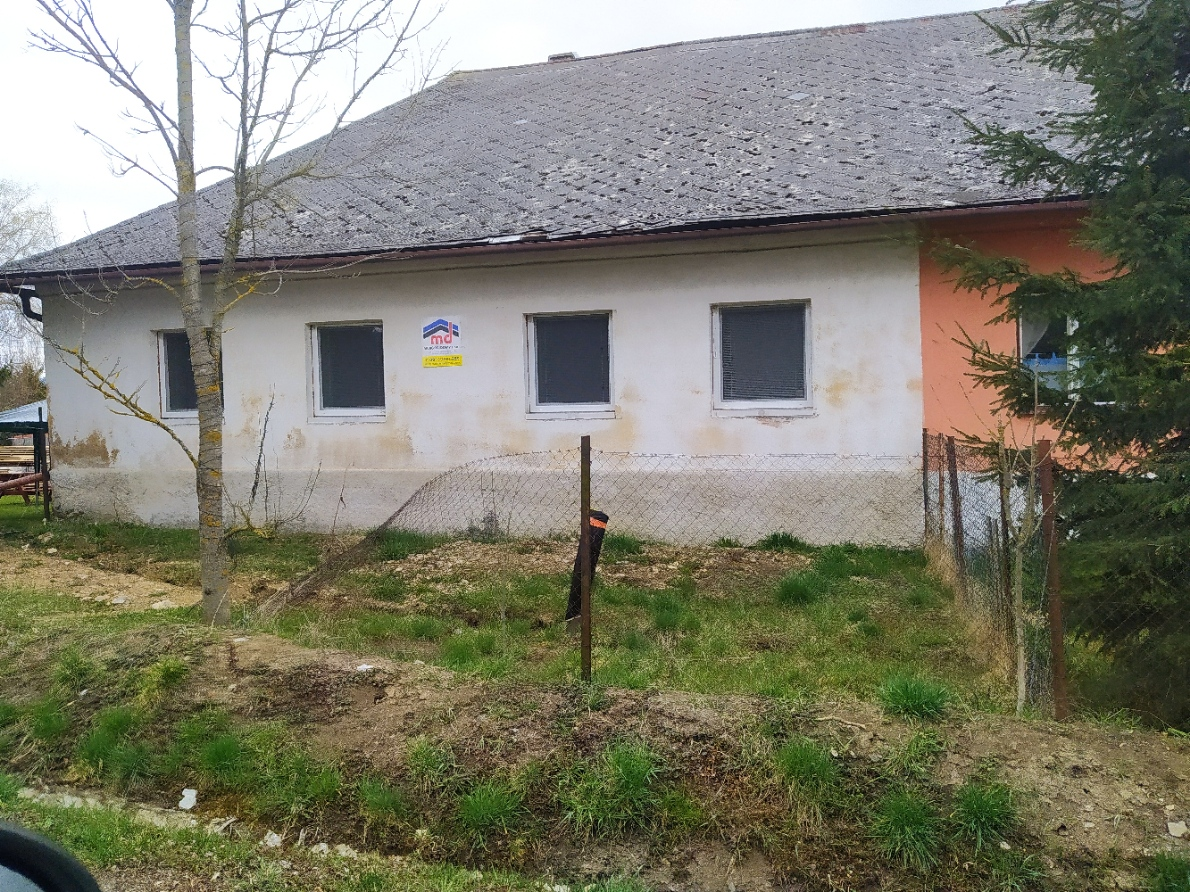
Kuria Baltazara Veliča v Laclavej (65)

## Osobnosti obce

### rodáci
- Ignác Országh
- Ján Országh
- Jozef Országh
- Juraj Országh
- Slavo Országh
- Viera Kohútová rod. Országhová
- Ján Alexej Thorányi, římskokatolický kněz